# Cophophlebia
Cophophlebia is een geslacht van vlinders van de familie spanners (Geometridae), uit de onderfamilie Ennominae.

## Soorten
- C. olivata Warren, 1897
- C. trimeres Prout, 1938
- C. tullia (Fawcett, 1915)